# Hastings-on-Hudson
Hastings-on-Hudson es una villa ubicada en el condado de Westchester, Nueva York, Estados Unidos. Según el censo de 2020, tiene una población de 8,590 habitantes.
Es un suburbio de la ciudad de Nueva York. Está ubicada en la orilla este del río Hudson, a unos 32 km al norte del centro de Manhattan.
En 2018, Brooke Lea Foster, de The New York Times, escribió que era uno de los varios "rivertowns" en el estado de Nueva York y la describió como uno de los "suburbios menos suburbanos, celebrado por los compradores por su cultura y estilo hip, así como por su sofisticada vida post-ciudad".

## Geografía
La localidad está situada en las coordenadas 40°59′17″N 73°52′52″O / 40.98806, -73.88111 (40.988041, -73.881236). Según la Oficina del Censo, la localidad tiene un área total de 7.56 km², de la cual 5.13 km² es tierra y 2.43 km² es agua.

## Demografía
Según la Oficina del Censo en 2000 los ingresos medios por hogar en la localidad eran de $83,188 y los ingresos medios por familia eran de $129,227. Los hombres tenían unos ingresos medios de $76,789 frente a los $50,702 para las mujeres. La renta per cápita para la localidad era de $48,914. Alrededor del 3.5% de la población estaban por debajo del umbral de pobreza.
Según las estimaciones 2015-2019 de la Oficina del Censo, los ingresos medios por hogar en la localidad eran de $139,879 y los ingresos medios por familia eran de $199,617. El 2.5% de la población está en situación de pobreza.

## Personalidades destacadas
Molly Ringwald, actriz famosa por su participación en la película de culto El Club de los Cinco (The Breakfast Club), reside en la localidad.